# مری الیزابت الیس
مری الیزابت الیس (به انگلیسی: Mary Elizabeth Ellis) (زاده ۱۱ می ۱۹۷۹) بازیگر و نویسنده آمریکایی است که بیشتر برای بازی در نقش پیشخدمت در مجموعه تلویزیونی فیلادلفیا همیشه آفتابی است، کارولاین در دختر جدید و لیسا پالمر در رژیم غذایی سانتا کلاریتا شناخته می‌شود. او همچنین در مجموعه‌های تلویزیونی هاوس، پرونده سرد و بروکلین نه-نه حضور یافته‌است از نقش‌های سینمایی او می‌توان به فیلم‌های مغزهای متفکر (۲۰۱۶)، مادرخوانده (۲۰۲۰) و لیکریش پیتزا (۲۰۲۱) اشاره کرد.

## زندگی‌نامه
مری الیزابت الیس در ۱۱ مه ۱۹۷۹ در لارل، میسیسیپی زاده شد. او در سال ۲۰۰۲، از دانشگاه متدیست جنوبی فارغ‌التحصیل شد.
الیس در ۴ مارس ۲۰۰۶ با چارلی دی، همبازی‌اش در مجموعه تلویزیونی فیلادلفیا همیشه آفتابی است ازدواج کرد. اولین فرزند آنها، پسری به نام راسل والاس دی، در ۱۵ دسامبر ۲۰۱۱ زاده شد.

## فیلم‌شناسی

### فیلم
| سال  | عنوان               | نقش         | یادداشت |
| ---- | ------------------- | ----------- | ------- |
| ۲۰۱۶ | دولت آزاد جونز      | مارگارت     |         |
| ۲۰۱۶ | مغزهای متفکر        | میشل چمبرز  |         |
| ۲۰۲۰ | مادرخوانده          | پائولا والش |         |
| ۲۰۲۱ | لیکریش پیتزا        | آنیتا       |         |
| ۲۰۲۱ | چگونه پایان می‌پذیرد |             |         |
| ۲۰۲۴ | رد وان              |             |         |

### تلویزیون
| سال       | عنوان                      | نقش          | یادداشت               |
| --------- | -------------------------- | ------------ | --------------------- |
| ۲۰۰۵–حال  | فیلادلفیا همیشه آفتابی است | پیشخدمت      | ۳۵ قسمت               |
| ۲۰۰۶      | هاوس                       | سوفی         | قسمت: «هرچه بادا باد» |
| ۲۰۰۹      | پرونده سرد                 | شلی رید      | قسمت: «تب لوتو»       |
| ۲۰۱۴–۲۰۱۱ | دختر جدید                  | کارولاین     | ۶ قسمت                |
| ۲۰۱۳–۲۰۱۲ | پایان خوش                  | دافنه ویلسون | ۲ قسمت                |
| ۲۰۱۳      | بروکلین نه-نه              | دکتر راسی    | قسمت: «ام.ای. تایم»   |
| ۲۰۱۶–۲۰۱۴ | کمدی بنگ! بنگ!             | مختلف (صدا)  | ۲ قسمت                |
| ۲۰۱۹–۲۰۱۷ | رژیم غذایی سانتا کلاریتا   | لیسا پالمر   | ۱۵ قسمت               |